# Aeropuerto de Inhaca
El aeropuerto de Inhaca (IATA: IHC, OACI: FQIA) es el único aeropuerto de la isla de la Inhaca, en Mozambique. Está localizado en el nor-oeste de la isla. A principios de 2012, la terminal aérea no tenía vuelos regulares. El aeropuerto opera con vuelos chárter desde el aeropuerto Internacional de Maputo y, ocasionalmente, desde Sudáfrica.

## Infraestructura
El aeropuerto cuenta con una pista de 650 metros, ubicada a 2 metros sobre el nivel de la pleamar.

## Servicios
Hasta el año 2010, Kaya Airlines operaba la ruta Inhaca - Maputo. Cuando la empresa interrumpió sus operaciones, se mantuvieron únicamente los vuelos chárter. A principios de diciembre de 2012, la empresa anunció que restablecería los vuelos regulares a la isla.